# Громадянська вулиця (Харків)
Громадянська вулиця — вулиця в центрі міста Харкова, розташована в Київському адміністративному районі. Починається від вулиці Григорія Сковороди і йде на південний схід униз за рельєфом до Харківської набережної. На початку Громадянської вулиці з парного боку побудований ТРЦ «Нікольський», який займає цілий квартал від вулиці Григорія Сковороди до Слюсарного провулка. Від Слюсарного провулка до Харківської набережної рух на Громадянській вулиці односторонній.

## Історія і назва
На мапі Харкова 1804 року вже показана Міщанська вулиця. Таку назву носила Громадянська вулиця в XIX столітті. Забудова була переважно одноповерхова, будинки дерев'яні або мазанки під солом'яною стріхою. До 1840-х років вона ділилася на Малу Міщанську та Велику Міщанську.
В другій половині XIX століття на вулиці з'явились невеликі промислові підприємства та кам'яні будинки. У 1902 році біля набережної звели будівлю Малого театру за проєктом архітектора Ю. С. Цауне. У 1941 році цей будинок був зруйнований при бомбардуванні Харкова.
У 1922 році Міщанській вулиці дали сучасну назву — Громадянська.

## Будинки
- Будинок № 1 — Колишня фабрична будівля мануфактурного товариства. Кінець XIX століття.
- Будинок № 9 — П'ятиповерхова адміністративно-виробнича будівля, в якій раніше розміщувався художньо-виробничий комбінат, а зараз орендують приміщення різні організації, в тому числі Харківське відділення Національної спілки художників України.
- Будинок № 11/13 — Колишній будинок промисловця Пейсаха Бураса, який мешкав тут зі своєю сім'єю. Архітектор Г. Я. Стрижевський, 1873 рік. В 1916 році, по смерті П. Я. Бураса, будинок був переданий його спадкоємцями єврейській громаді. Надбудований у 2013 році[3].
- Будинок № 19 — Ця адреса має складну історію. Тут у XIX столітті була зведена перша в Харкові синагога, яка називалася Солдатською або Міщанською. У грудні 1941 року, на початку німецької окупації Харкова, загарбники здійснили злочин — у синагозі замкнули близько 400 старих людей, дітей, інвалідів. Вони загинули від голоду й холоду. Це сталося одночасно зі знищенням єврейського і циганського населення в Дробицькому Яру. По закінченню війни на руїнах синагоги звели промислові будівлі заводу «Електротерм», а після 2015 року — адміністративну будівлю. 14 грудня 1999 року на фасаді будинку було встановлено меморіальну дошку в пам'ять про загибель 400 євреїв[4].
- Будинок № 22/26 — Колишня школа, нині Харківський технологічний ліцей № 9[5].
- Будинок № 25 — Пам'ятка архітектури Харкова, охорон. № 7056-Ха[6]. Кінець XIX століття, архітектор невідомий. У 1910 році архітектор О. М. Гінзбург провів реконструкцію будинку. Колишня фабрика косметики й парфумерії Гофмана й Деуеля.
- Будинок № 30 — Пам'ятка архітектури Харкова, охорон. № 7057-Ха[6]. Житловий будинок, початок XX століття, архітектор невідомий.

## Галерея

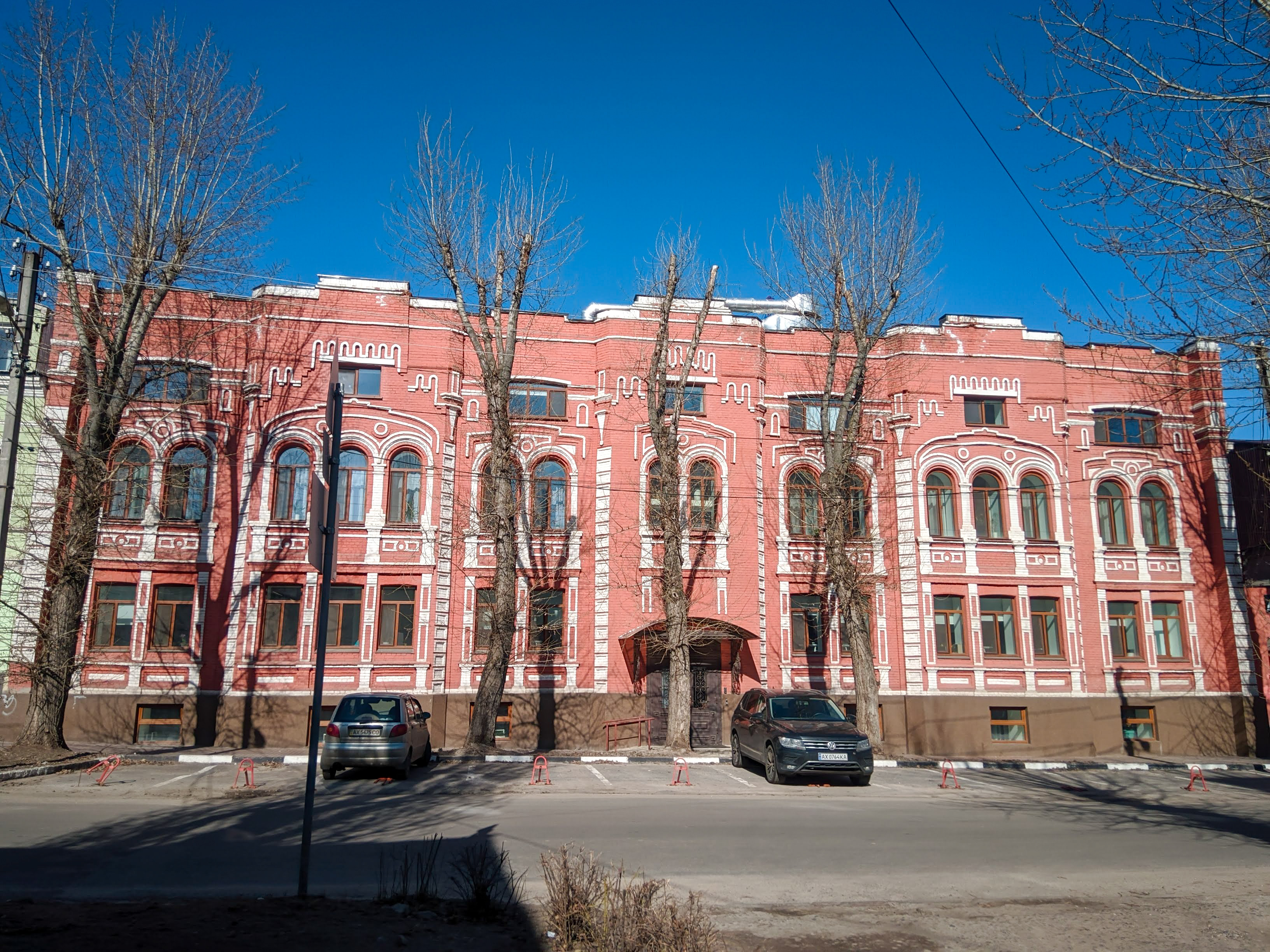
Будинок № 11/13
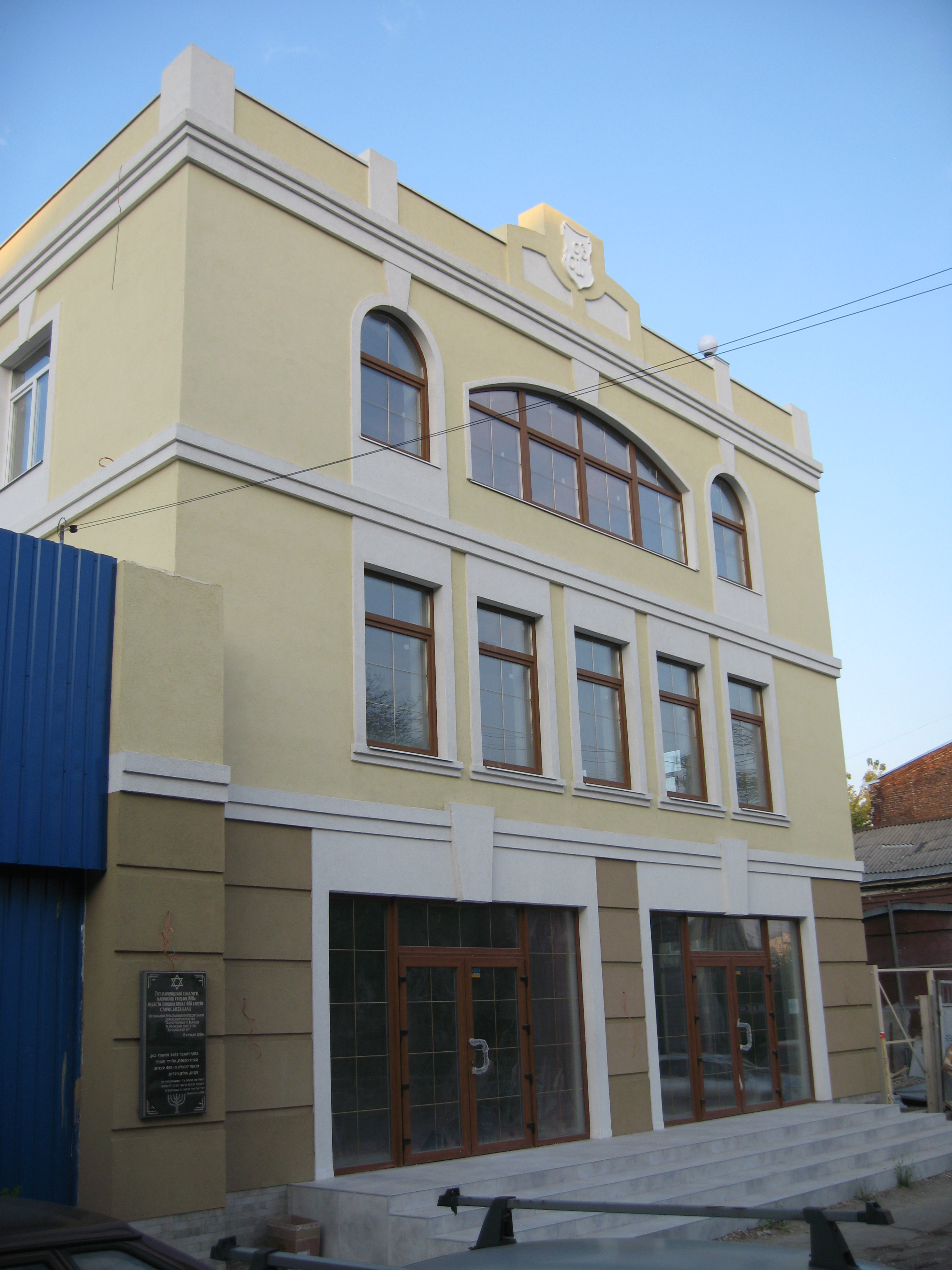
Будинок № 19
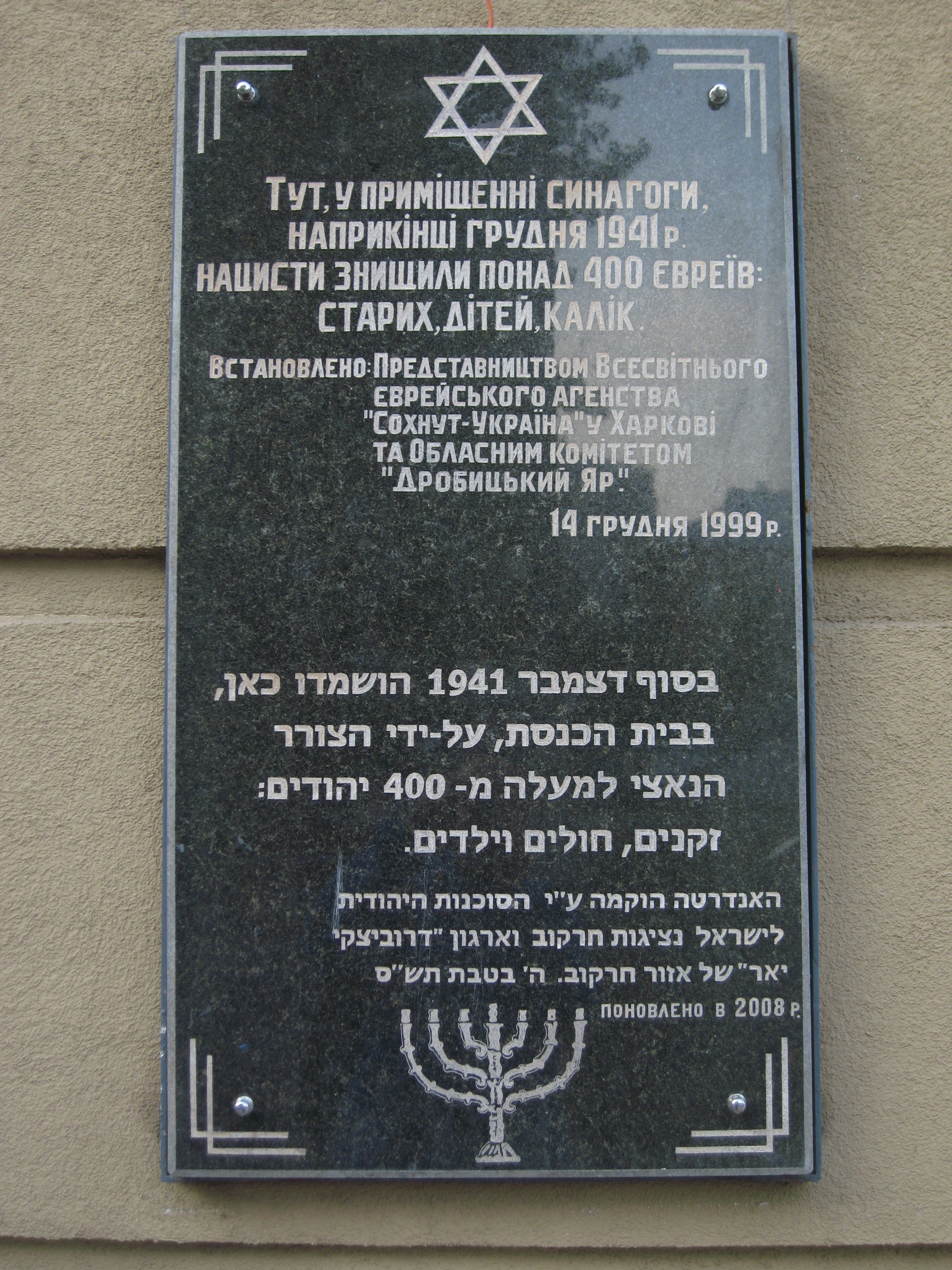
Меморіальна дошка на будинку № 19
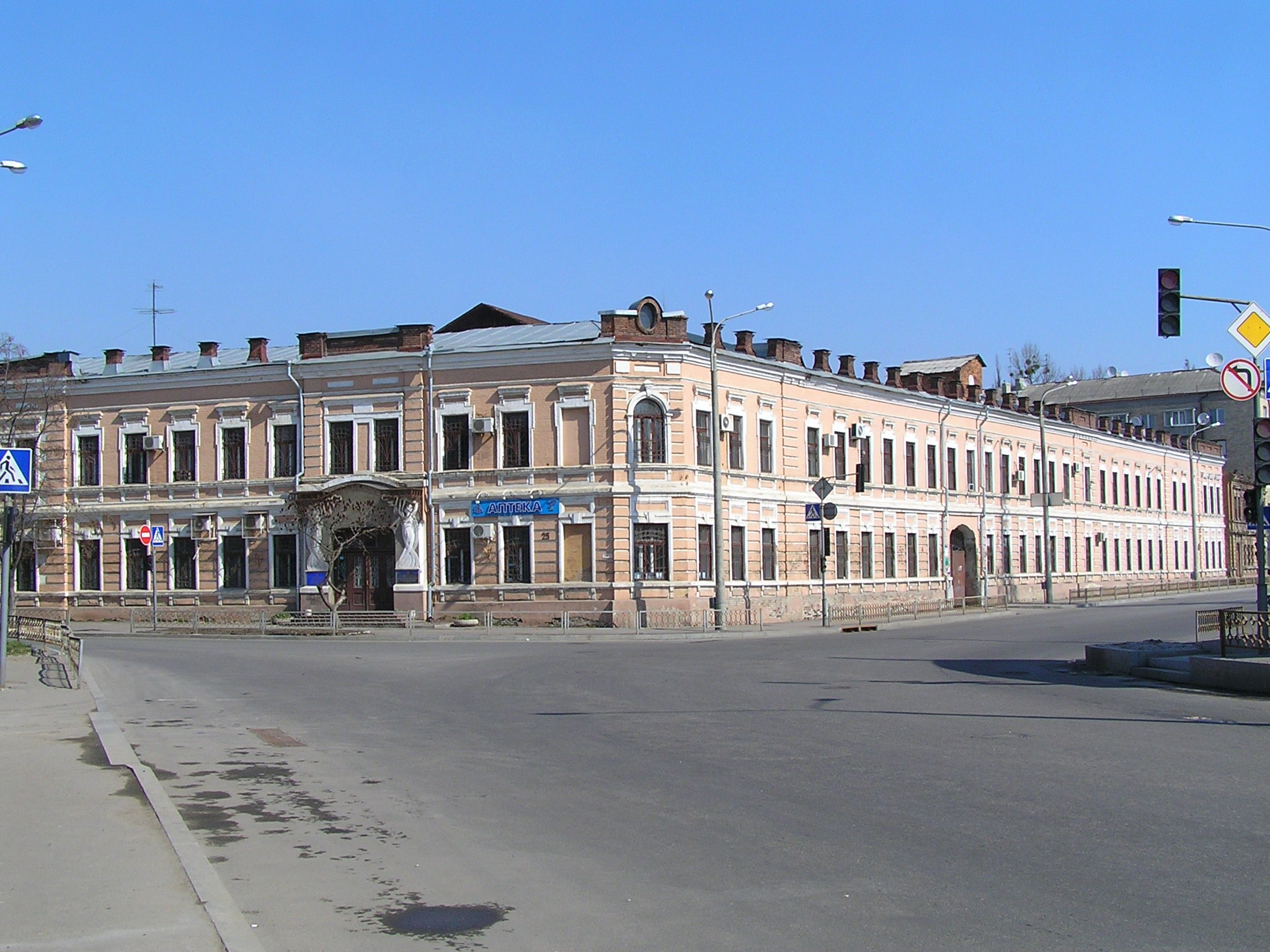
Будинок № 25. Ліворуч іде Громадянська вулиця, праворуч — Харківська набережна
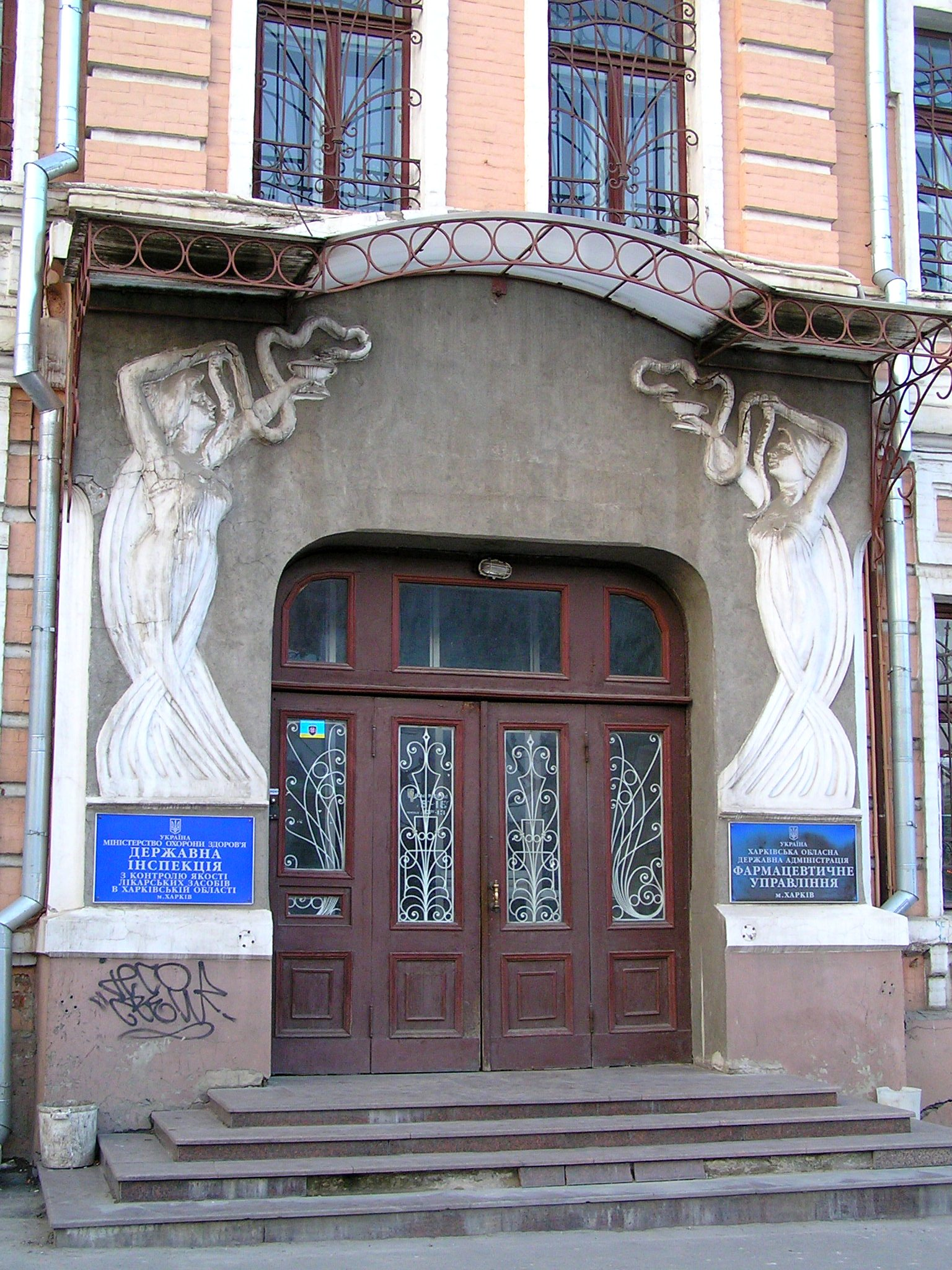
Вхід до будинку № 25. 2009 рік. Барельєфи входу знищені під час ремонту 2012 року
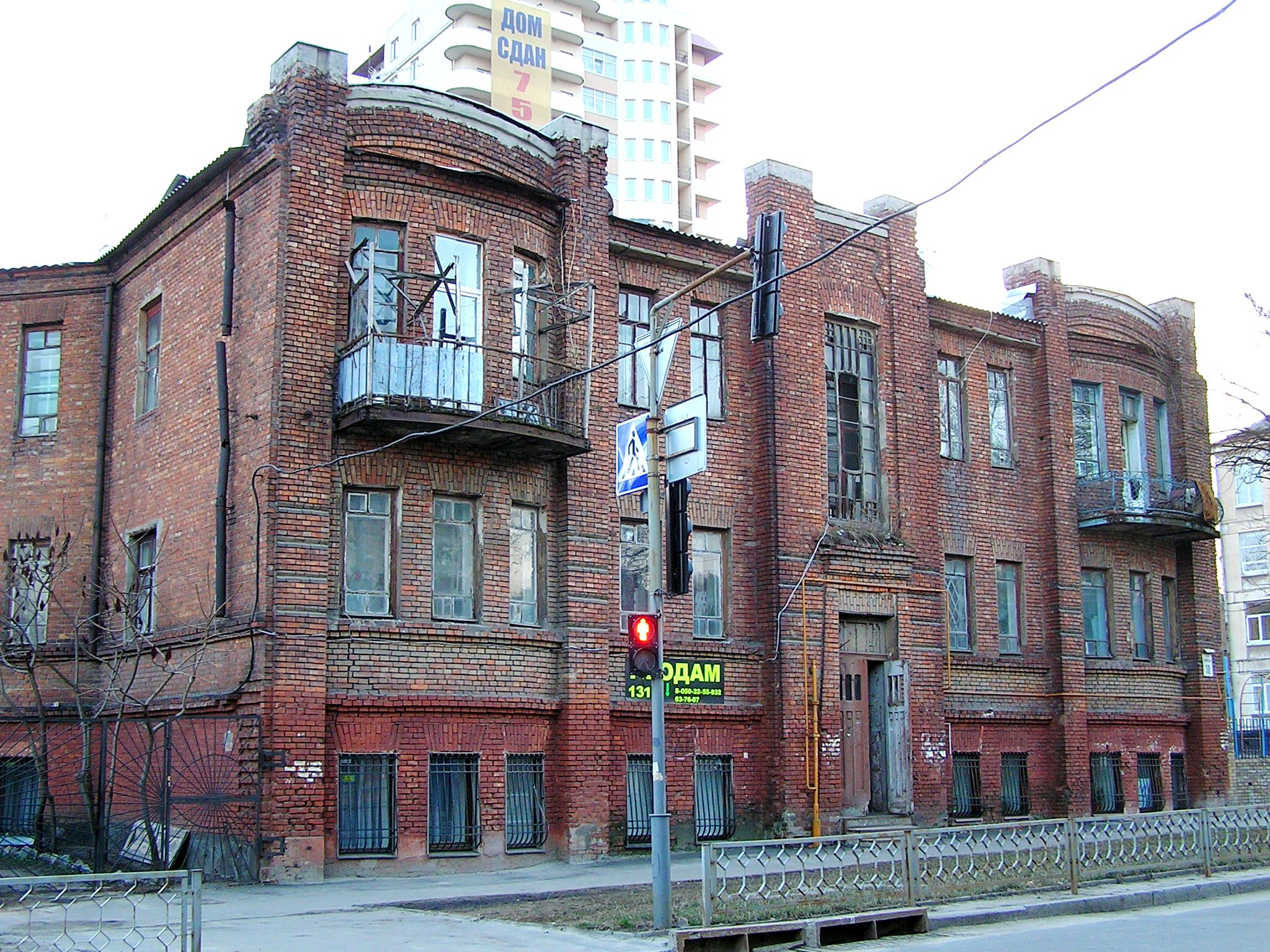
Будинок № 30